# Saison 1979-1980 de l'AS Saint-Étienne
Chronologie
Saison précédente Saison suivante
Cette page présente la saison 1979-1980 de l'AS Saint-Étienne. Le club évolue en Division 1, en Coupe de France et en Coupe de l'UEFA.

## Résumé de la saison
- Le club termine à la 3e place du championnat. Le club sera qualifié pour la prochaine Coupe de l'UEFA
- En Coupe de France, le club va jusqu'en quart de finale, avant de faire éliminer par Montpellier.
- En Coupe de l'UEFA, le club va jusqu'en quart de finale, avant de faire éliminer par le Borussia Mönchengladbach.
- Michel Platini termine meilleur buteur du club avec 26 buts, toutes compétitions confondues devant une autre recrue de l'année Johnny Rep avec 23 buts.
- Côté joueurs, il y a le départ du défenseur central emblématique Oswaldo Piazza qui est resté 7 saisons à l'ASSE. On peut aussi noter le départ de Christian Sarramagna qui fut de la grande épopée de l'ASSE. Côté arrivée, 2 joueurs sortent du lot et assez largement : Michel Platini et Johnny Rep.

## Équipe professionnelle

### Transferts
Sont considérés comme arrivées, des joueurs n’ayant pas joué avec l’équipe 1 la saison précédente.
Un seul joueur qui a joué la saison passée avec les pros, est toujours au club, mais n'est qu'apparu en réserve : il s'agit de Didier Derigon
| Nom                  | Nationalité | Poste             | Transfert | Provenance/Destination        | Division   |
| -------------------- | ----------- | ----------------- | --------- | ----------------------------- | ---------- |
| Arrivées             |             |                   |           |                               |            |
| Michel Platini       |             | Milieu de terrain | Transfert | AS Nancy Lorraine             | Division 1 |
| Johnny Rep           |             | Attaquant         | Transfert | SC Bastia                     | Division 1 |
| Thierry Oleksiak     |             | Défenseur         | -         | Formé au club                 | -          |
| Patrice Lestage      |             | Défenseur         | -         | Formé au club                 | -          |
| Jean-Louis Zanon     |             | Milieu de terrain | -         | Formé au club                 | -          |
| Eric Bellus          |             | Attaquant         | -         | Formé au club                 | -          |
| Alain Chaussin       |             | Défenseur         | Transfert | FC Gueugnon                   | Division 2 |
| Philippe Baron       |             | Attaquant         | Transfert | Formé au club                 | Division 2 |
|                      |             |                   |           |                               |            |
| Oswaldo Piazza       |             | Défenseur         | Transfert | Club Atlético Vélez Sarsfield | Argentine  |
| Christian Sarramagna |             | Attaquant         | Transfert | Montpellier                   | Division 2 |
| Guy Modeste          |             | Défenseur         | Transfert | Cannes                        | Division 2 |
| Bernard Lacombe      |             | Attaquant         | Transfert | Bordeaux                      | Division 1 |

### Championnat

#### Matchs allers
| Date       | N o | Adversaire             | Lieu | Résultat | Buteurs pour Saint-Étienne                          | Points | Classement |
| ---------- | --- | ---------------------- | ---- | -------- | --------------------------------------------------- | ------ | ---------- |
| 26/07/1979 | J01 | Bastia                 | Ext. | 0 - 1    | Zimako 64e                                          | 2      | 9          |
| 03/08/1979 | J02 | Lille OSC              | Dom. | 0 – 0    | -                                                   | 3      | 8          |
| 10/08/1979 | J03 | Olympique de Marseille | Ext. | 3 - 5    | Platini 20e, Rep 33e, Zimako 54e 86e, Rocheteau 62e | 5      | 3          |
| 17/08/1979 | J04 | FC Metz                | Dom. | 2 - 1    | Platini 16e, Rocheteau 50e                          | 7      | 1          |
| 24/08/1979 | J05 | Stade lavallois        | Ext. | 2 - 3    | Rep 53e (pen.), Rocheteau 83e 88e                   | 9      | 1          |
| 28/08/1979 | J06 | FC Sochaux             | Dom. | 2 - 1    | Zimako 21e, Rep 23e                                 | 11     | 1          |
| 11/09/1979 | J07 | Brest                  | Ext. | 0 - 2    | Rocheteau 75e, Rep 77e                              | 13     | 1          |
| 14/09/1979 | J08 | FC Nantes              | Dom. | 4 - 2    | Rep 32e 84e, Platini 53e, Rocheteau 70e             | 15     | 1          |
| 22/09/1979 | J09 | Olympique lyonnais     | Ext. | 0 – 0    | -                                                   | 16     | 1          |
| 28/09/1979 | J10 | Paris-Saint-Germain FC | Dom. | 2 - 0    | Lopez 42e, Janvion 68e                              | 18     | 1          |
| 06/10/1979 | J11 | RC Lens                | Ext. | 4 - 3    | Platini 25e, Rep 44e, Rocheteau 70e                 | 18     | 1          |
| 13/10/1979 | J12 | AS Nancy Lorraine      | Dom. | 2 – 2    | Rep 25e, Zimako 43e                                 | 19     | 1          |
| 19/10/1979 | J13 | AS Monaco FC           | Ext. | 2 - 1    | Rocheteau 17e                                       | 19     | 2          |
| 30/10/1979 | J14 | RC Strasbourg          | Ext. | 1 - 0    | -                                                   | 19     | 3          |
| 02/11/1979 | J15 | Angers SCO             | Dom. | 3 – 3    | Zimako 24e 80e, Roussey 67e                         | 20     | 3          |
| 10/11/1979 | J16 | US Valenciennes-Anzin  | Ext. | 0 – 0    | -                                                   | 21     | 3          |
| 21/11/1979 | J17 | Nîmes Olympique        | Dom. | 3 - 1    | Platini 67e, Rep 89e, Roussey 90e                   | 23     | 3          |
| 24/11/1979 | J18 | OGC Nice               | Ext. | 2 - 4    | Roussey 57e 87e, Zimako 65e , Guesdon 78e (csc)     | 25     | 3          |
| 02/12/1979 | J19 | Bordeaux               | Dom. | 3 – 3    | Elie 3e, Rep 51e (pen.), Larios 60e                 | 26     | 3          |

#### Matchs retours
| Date       | N o | Adversaire             | Lieu | Résultat | Buteurs pour Saint-Étienne                      | Points | Classement |
| ---------- | --- | ---------------------- | ---- | -------- | ----------------------------------------------- | ------ | ---------- |
| 08/12/1979 | J20 | Lille OSC              | Ext. | 0 - 2    | Rep 12e, Platini 82e                            | 28     | 3          |
| 16/12/1979 | J21 | Olympique de Marseille | Dom. | 3 - 1    | Zimako 15e, Rep 57e, Larios 86e                 | 30     | 2          |
| 17/01/1980 | J22 | FC Metz                | Ext. | 1 - 2    | Platini 60e, Zimako 72e                         | 32     | 2          |
| 27/01/1980 | J23 | Stade lavallois        | Dom. | 3 - 1    | Rep 14e (pen.), Larios 38e, Platini 57e         | 34     | 2          |
| 03/02/1980 | J24 | FC Sochaux             | Ext. | 4 - 1    | Rep 58e                                         | 34     | 3          |
| 16/02/1980 | J25 | Brest                  | Dom. | 2 - 1    | Platini 23e, Rep 88e (pen.)                     | 36     | 2          |
| 23/02/1980 | J26 | FC Nantes              | Ext. | 2 - 0    | -                                               | 36     | 4          |
| 01/03/1980 | J27 | Olympique lyonnais     | Dom. | 2 - 0    | Santini 10e, Platini 52e                        | 38     | 2          |
| 12/03/1980 | J28 | Paris-Saint-Germain FC | Ext. | 2 – 2    | Rocheteau 5e, Elie 38e                          | 39     | 4          |
| 22/03/1980 | J29 | RC Lens                | Dom. | 3 - 1    | Rocheteau 67e , Roussey 68e, Platini 82e (pen.) | 41     | 3          |
| 29/03/1980 | J30 | AS Nancy Lorraine      | Ext. | 1 – 1    | Roussey 22e                                     | 42     | 4          |
| 02/04/1980 | J31 | AS Monaco FC           | Dom. | 2 - 1    | Rocheteau 40e, Zimako 82e                       | 44     | 2          |
| 08/04/1980 | J32 | RC Strasbourg          | Dom. | 2 - 1    | Platini 11e, Roussey 90e                        | 46     | 2          |
| 18/04/1980 | J33 | Angers SCO             | Ext. | 0 - 2    | Platini 44e 78e                                 | 48     | 1          |
| 25/04/1980 | J34 | US Valenciennes-Anzin  | Dom. | 0 - 1    | -                                               | 48     | 3          |
| 02/05/1980 | J35 | Nîmes Olympique        | Ext. | 0 - 1    | Zimako 57e                                      | 50     | 3          |
| 06/05/1980 | J36 | OGC Nice               | Dom. | 2 - 1    | Paganelli 20e, Platini 65e (pen.)               | 52     | 2          |
| 17/05/1980 | J37 | Bordeaux               | Ext. | 5 - 1    | Zanon 38e                                       | 52     | 3          |
| 27/05/1980 | J38 | Bastia                 | Dom. | 2 - 0    | Platini 35e, Paganelli 86e                      | 54     | 3          |

#### Classement final
En cas d'égalité entre deux clubs, le premier critère de départage est la différence de buts.
| Rang | Équipe                   | Pts | J  | G  | N  | P  | Bp | Bc | Diff |
| ---- | ------------------------ | --- | -- | -- | -- | -- | -- | -- | ---- |
| 1    | FC Nantes                | 57  | 38 | 26 | 5  | 7  | 76 | 30 | +46  |
| 2    | FC Sochaux               | 54  | 38 | 24 | 6  | 8  | 77 | 36 | +41  |
| 3    | AS Saint-Étienne         | 54  | 38 | 23 | 8  | 7  | 73 | 50 | +23  |
| 4    | AS Monaco FC C           | 50  | 38 | 21 | 8  | 9  | 61 | 30 | +31  |
| 5    | RC Strasbourg T          | 43  | 38 | 17 | 9  | 12 | 58 | 50 | +8   |
| 6    | FC Girondins de Bordeaux | 40  | 38 | 16 | 8  | 14 | 64 | 53 | +11  |
| 7    | Paris-Saint-Germain FC   | 40  | 38 | 15 | 10 | 13 | 59 | 52 | +7   |
| 8    | US Valenciennes-Anzin    | 40  | 38 | 14 | 12 | 12 | 47 | 47 | 0    |
| 9    | RC Lens P                | 38  | 38 | 14 | 10 | 14 | 51 | 52 | -1   |
| 10   | Nîmes Olympique          | 38  | 38 | 15 | 8  | 15 | 45 | 50 | -5   |
| 11   | AS Nancy Lorraine        | 37  | 38 | 15 | 7  | 16 | 55 | 61 | -6   |
| 12   | Stade lavallois          | 35  | 38 | 15 | 5  | 18 | 57 | 55 | +2   |
| 13   | Lille OSC                | 35  | 38 | 12 | 11 | 15 | 45 | 49 | -4   |
| 14   | Angers SCO               | 35  | 38 | 14 | 7  | 17 | 45 | 55 | -10  |
| 15   | OGC Nice                 | 32  | 38 | 13 | 6  | 19 | 53 | 62 | -9   |
| 16   | SEC Bastia               | 32  | 38 | 14 | 4  | 20 | 39 | 51 | -12  |
| 17   | FC Metz                  | 32  | 38 | 12 | 8  | 18 | 45 | 60 | -15  |
| 18   | Olympique lyonnais       | 29  | 38 | 10 | 9  | 19 | 43 | 65 | -22  |
| 19   | Olympique de Marseille   | 24  | 38 | 9  | 6  | 23 | 45 | 78 | -33  |
| 20   | Stade brestois P         | 15  | 38 | 4  | 7  | 27 | 35 | 87 | -52  |

Victoire à 2 points
Qualifications européennes
Coupe des clubs champions européens
- 1er : 1er tour (1/16 de finale)

Coupe d'Europe des vainqueurs de coupe
- Vainqueur de la Coupe de France : 1er tour (1/16 de finale)

Coupe UEFA
- 2e et 3e : 1er tour (1/32 de finale)

Relégation
- 18e : barrage de relégation en Division 2
- 19e et 20e : relégation en Division 2

Abréviations
T : Tenant du titre

C : Vainqueur de la Coupe de France 1979-80

P : Promus de Division 2
- Les vainqueurs des deux groupes de D2, l'AJ Auxerre et le FC Tours, obtiennent la montée directe en D1. Les deux deuxièmes des groupes s'affrontent en barrages : l'Olympique avignonnais bat le Stade rennais FC (0-0 puis 3-2) et gagne le droit de défier le 18e de D1, l'Olympique lyonnais, pour obtenir la troisième place en D1. C'est finalement l'Olympique lyonnais qui remporte ce barrage (6-0 puis 2-4) et garde sa place en D1.

### Coupe de France
| Date       | N o                     | Adversaire             | Lieu                                  | Résultat | Buteurs pour Saint-Étienne                             | Suite                               |
| ---------- | ----------------------- | ---------------------- | ------------------------------------- | -------- | ------------------------------------------------------ | ----------------------------------- |
| 09/02/1980 | 32èmes de finale        | Saint-Médard-en-Jalles | Parc Lescure,Bordeaux                 | 4 - 0    | Zimako 12e 40e, Rocheteau 16e, Rep 85e                 | Qualifiés pour les 16èmes de finale |
| 08/03/1980 | 16èmes de finale aller  | FC Rouen               | Stade Robert-Diochon, Rouen           | 0 - 4    | Zimako 8e, Platini 20e 82e 90e                         | -                                   |
| 15/03/1980 | 16èmes de finale retour | FC Rouen               | Stade Geoffroy-Guichard,Saint-Étienne | 4 - 2    | Platini 24e, Zanon 47e, Bouvrée 51e (csc), Roussey 57e | Qualifiés pour les 8èmes de finale  |
| 11/04/1980 | 8èmes de finale aller   | OGC Nice               | Stade Geoffroy-Guichard,Saint-Étienne | 4 - 1    | Roussey 18e 33e, Elie 28e, Rep 88e (pen.)              | -                                   |
| 15/04/1980 | 8èmes de finale retour  | OGC Nice               | Stade du Ray,Nice                     | 2 – 2    | Rep 43e, Larios 44e (pen.)                             | Qualifiés pour les quarts de finale |
| 09/05/1980 | Quart de finale aller   | Montpellier            | Stade de la Mosson,Montpellier        | 0 – 0    | -                                                      | -                                   |
| 13/05/1980 | Quart de finale retour  | Montpellier            | Stade Geoffroy-Guichard,Saint-Étienne | 1 – 1    | Platini 49e                                            | Éliminés                            |

### Coupe de l'UEFA
| Date       | N o                     | Adversaire               | Lieu                                    | Résultat | Buteurs pour Saint-Étienne                                         | Suite                           |
| ---------- | ----------------------- | ------------------------ | --------------------------------------- | -------- | ------------------------------------------------------------------ | ------------------------------- |
| 19/09/1979 | 1er tour aller          | Widzew Łódź              | Stade Ludwik Sobolewski, Lodz           | 2 - 1    | Platini 37e                                                        | -                               |
| 03/10/1979 | 1er tour retour         | Widzew Łódź              | Stade Geoffroy-Guichard,Saint-Étienne   | 3 - 0    | Rep 24e 52e (pen.) 69e                                             | Qualifiés pour le second tour   |
| 24/10/1979 | 16èmes de finale aller  | PSV Eindhoven            | Philips Stadion,Eindhoven               | 2 - 0    | -                                                                  | -                               |
| 07/11/1979 | 16èmes de finale retour | PSV Eindhoven            | Stade Geoffroy-Guichard,Saint-Étienne   | 6 - 0    | Larios 3e, Platini 4e 50e, Santini 5e, Roussey 88e, Rep 90e (pen.) | Qualifiés pour le prochain tour |
| 28/11/1979 | 8èmes de finale aller   | Salonique                | Stade Geoffroy-Guichard,Saint-Étienne   | 4 - 1    | Platini 14e (pen.), Larios 46e, Lopez 53e, Roussey 76e             | -                               |
| 12/12/1979 | 8èmes de finale retour  | Salonique                | Stade Kleánthis-Vikelídis,Thessalonique | 3 – 3    | Larios 7e, Zimako 63e, Rep 79e                                     | Qualifiés pour le prochain tour |
| 05/03/1980 | Quart de finale aller   | Borussia Mönchengladbach | Stade Geoffroy-Guichard,Saint-Étienne   | 1 - 4    | Platini 56e (pen.)                                                 | -                               |
| 19/03/1980 | Quart de finale retour  | Borussia Mönchengladbach | Bökelbergstadion, Mönchengladbach       | 2 - 0    | -                                                                  | Éliminés                        |

### Statistiques

#### Équipe-type
Jacques Santini passe en défense centrale la plupart du temps cette saison en remplacement d'Oswaldo Piazza.
| \| Curkovic Farison (Repellini) (Oleksiak) Janvion Lopez Santini Elie Larios Platini Rep (Roussey) Rocheteau Zimako \| Équipe-type de la saison 1979-1980 |
| Curkovic Farison (Repellini) (Oleksiak) Janvion Lopez Santini Elie Larios Platini Rep (Roussey) Rocheteau Zimako                                          |

#### Buteurs
| Place | Nom                  | Division 1 | Coupe de France | Coupe de l'UEFA | TOTAL des BUTS |
| 1     | Michel Platini       | 16 buts    | 5 buts          | 5 buts          | 26 buts        |
| 2     | Johnny Rep           | 15 buts    | 3 buts          | 5 buts          | 23 buts        |
| 3     | Jacques Zimako       | 12 buts    | 3 buts          | 1 but           | 16 buts        |
| 4     | Dominique Rocheteau  | 11 buts    | 1 but           | -               | 12 buts        |
| 4     | Laurent Roussey      | 7 buts     | 3 buts          | 2 buts          | 12 buts        |
| 6     | Jean-François Larios | 3 buts     | 1 but           | 3 buts          | 7 buts         |
| 7     | Jean-Marie Elie      | 2 buts     | 1 but           | -               | 3 buts         |
| 8     | Jacques Santini      | 1 but      | -               | 1 but           | 2 buts         |
| 8     | Jean-Louis Zanon     | 1 but      | 1 but           | -               | 2 buts         |
| 8     | Laurent Paganelli    | 2 buts     | -               | -               | 2 buts         |
| 8     | Christian Lopez      | 1 but      | -               | 1 but           | 2 buts         |
| 13    | Gérard Janvion       | 1 but      | -               | -               | 1 but          |
| #     | contre son camp      | 1 but      | 1 but           | -               | 2 buts         |
| Total | 13 buteurs           | 73 buts    | 19 buts         | 18 buts         | 110 buts       |

Date de mise à jour : le 3 juillet 2015.

#### Statistiques cartons  jaunes
| Place | Nom               | Division 1 | TOTAL des CARTONS JAUNES |
| 1     | Gérard Janvion    | 1 carton   | 1 carton                 |
| 1     | Johnny Rep        | 1 carton   | 1 carton                 |
| 1     | Christian Lopez   | 1 carton   | 1 carton                 |
| 1     | Thierry Oleksiak  | 1 carton   | 1 carton                 |
| 1     | Jacques Santini   | 1 carton   | 1 carton                 |
| Total | 5 joueurs avertis | 5 cartons  | 5 cartons                |

Date de mise à jour : le 9 juillet 2015.

#### Affluences
553 612 spectateurs ont assisté à une rencontre au stade cette saison, soit une moyenne de 24 070 par match.
26 rencontres ont eu lieu à Geoffroy-Guichard durant la saison.

Affluence de l'AS Saint-Étienne à domicile

### Équipe de France
6  stéphanois auront les honneurs de l’Équipe de France cette saison : Michel Platini (5 sélections), Christian Lopez et Jacques Zimako (4 sélections), Gérard Janvion avec 3 sélections , Jean-François Larios et  Dominique Rocheteau  (1 sélection).
| Joueurs              | Position          | Date       | Lieu   | Adversaire      | Type rencontre                     | Score | Temps de jeu | Buts    | Cartons |
| Christian Lopez      | Défenseur         | 05.09.1979 | Solna  | Suède           | Eliminatoires Championnat Europe   | 1 - 3 | 90           | -       |         |
| Christian Lopez      | Défenseur         | 10.10.1979 | Paris  | États-Unis      | Amical                             | 3 - 0 | 90           | -       | -       |
| Christian Lopez      | Défenseur         | 17.11.1979 | Paris  | Tchécoslovaquie | Eliminatoires Championnat d'Europe | 2 - 1 | 90           | -       | -       |
| Christian Lopez      | Défenseur         | 27.02.1980 | Paris  | Grèce           | Amical                             | 5 - 1 | 90           | -       | -       |
| Gérard Janvion       | Défenseur         | 10.10.1979 | Paris  | États-Unis      | Amical                             | 3 - 0 | 88           | -       | 88e     |
| Gérard Janvion       | Défenseur         | 26.03.1980 | Paris  | Pays-Bas        | Amical                             | 0 – 0 | 90           | -       | -       |
| Gérard Janvion       | Défenseur         | 23.05.1980 | Moscou | URSS            | Amical                             | 1 - 0 | 90           | -       | -       |
| Michel Platini       | Milieu de terrain | 05.09.1979 | Solna  | Suède           | Eliminatoires Championnat Europe   | 1 - 3 | 90           | 54e     |         |
| Michel Platini       | Milieu de terrain | 10.10.1979 | Paris  | États-Unis      | Amical                             | 3 - 0 | 42           | 5e      | -       |
| Michel Platini       | Milieu de terrain | 27.02.1980 | Paris  | Grèce           | Amical                             | 5 - 1 | 90           | 37e 62e | -       |
| Michel Platini       | Milieu de terrain | 26.03.1980 | Paris  | Pays-Bas        | Amical                             | 0 – 0 | 90           | -       | -       |
| Michel Platini       | Milieu de terrain | 23.05.1980 | Moscou | URSS            | Amical                             | 1 - 0 | 90           | -       | -       |
| Jean-François Larios | Milieu de terrain | 10.10.1979 | Paris  | États-Unis      | Amical                             | 3 - 0 | 48           | -       | -       |
| Dominique Rocheteau  | Attaquant         | 05.09.1979 | Solna  | Suède           | Eliminatoires Championnat Europe   | 1 - 3 | 55           |         |         |
| Jacques Zimako       | Attaquant         | 05.09.1979 | Solna  | Suède           | Eliminatoires Championnat Europe   | 1 - 3 | 35           |         |         |
| Jacques Zimako       | Attaquant         | 17.11.1979 | Paris  | Tchécoslovaquie | Eliminatoires Championnat d'Europe | 2 - 1 | 90           | -       | -       |
| Jacques Zimako       | Attaquant         | 27.02.1980 | Paris  | Grèce           | Amical                             | 5 - 1 | 90           | -       | -       |
| Jacques Zimako       | Attaquant         | 23.05.1980 | Moscou | URSS            | Amical                             | 1 - 0 | 90           | -       | -       |